# Atherimorpha angustifrons
Atherimorpha angustifrons är en tvåvingeart som beskrevs av Akira Nagatomi 1990. Atherimorpha angustifrons ingår i släktet Atherimorpha och familjen snäppflugor. Inga underarter finns listade i Catalogue of Life.